# (4117) Wilke
(4117) Wilke (1982 SU3) – planetoida z grupy pasa głównego asteroid okrążająca Słońce w ciągu 4,8 lat w średniej odległości 2,84 j.a. Odkryta 24 września 1982 roku.